# Akcent (glazbeni sastav)
Akcent je rumunjska dance-pop glazbena skupina.

## Povijest sastava
Adrian Claudiu Sână osnovao je skupinu 1999. godine. U to se vrijeme ona sastojala od njega i pjevačice Ramone Barte.
Akcentov singl "Kylie" popeo se na vrh nekoliko europskih glazbenih ljestvica. Također, postao je hit u SAD-u, stajući dobro na ljestvici prodaje Vrućih dance singlova. Njihov prvi album za rumunjsko tržište pod naslovom In culori snimljen je u Rumunjskoj u siječnju 2002., koji je sadržavao i hit singl Ti-am promis.
Prvi album na engleskom jeziku French Kiss with Kylie (Francuski poljubac s Kylie) u Europi je pušten u prodaju 23. kolovoza 2006. i sadrži dva velika europska hita: Kylie i Jokero. Pjesma French Kiss (engleska verzija pjesme 9 mai) na naslovnici je Extemporal la dirigentie Stele Enache (rumunjske pjevačice koja je bila visoko priznata u 80-ima i čija pjesma Ani de Liceu, koju izvodi sa svojim mužem, je još uvijek hit među tinejdžerima).
U travnju 2008. Marius Nedelcu napustio je sastav. Ubrzo nakon toga, tri mladića pozvala su Corneliua Ulicija, bivšeg člana druge rumunjske grupe Bliss. Međutim, u rujnu 2009., poslije 9 mjeseci, Corneliu Ulici napustio je sastav kako bi se mogao posvetiti svojoj glumačkoj karijeri.
2009. godine sastav je snimio novi album, Fara Lacrimi. Dvije pjesme s albuma, Stay With Me (Ostani sa mnom) i That's My Name (To je moje ime) postali su ogromni hitovi na radiopostajama u Rumunjskoj kao i u brojnim drugim zemljama, uključujući Grčku, Armeniju, Rusiju, Poljsku, Tursku, Hrvatsku, Sloveniju, Mađarsku, Srbiju, Litvu, Bugarsku, Egipat, Ukrajinu, Indiju, Tunis, Azerbajdžan, Jordan, Libanon i Albaniju.

## Diskografija

### Albumi
1. In culori, 2002.
2. 100 bpm, 2003.
3. Poveste de viata, 2004.
4. S.O.S., 2005.
5. Primul capitol, 2006.
6. King of Disco, 2007.
7. Fara Lacrimi, 2009.

### Međunarodni albumi
1. French Kiss with Kylie, 2006.
2. French Kiss with Kylie - Re-Release, 2007. (reizdanje)
3. True Believers, 2009.

### Singlovi
1. Ti-am promis, 2002. — #1 Rumunjska
2. Prima iubire, 2002. — #2 Rumunjska[1]
3. In culori, 2002. — #7 Rumunjska
4. Buchet de trandafiri, 2003. — #3 Rumunjska
5. Suflet pereche, 2003. — #4 Rumunjska
6. Poveste de viata, 2004.
7. Kylie, 2005. — #4 Nizozemska, #22 Belgija, #21 Francuska, #18 Švedska, #8 Finska, #18 Danska, #4 Rusija, #5 Ukrajina, #2 Turska, #91 Njemačka
8. Dragoste de inchiriat /Kylie, 2005. — #2 Rumunjska,[2] #1 Poljska, #4 Nizozemska
9. Jokero, 2005. — #1 Rumunjska, #27 Nizozemska, #7 Švedska
10. French Kiss, 2006. — #9 Rumunjska, #35 Poljska
11. Phonesex, 2007. — #9 Rumunjska, #54 Poljska
12. King of Disco, 2007. — #7 Rumunjska, #31 Poljska
13. Let's Talk About It, 2007. — #7 Rumunjska, #19 Poljska
14. Umbrela Ta, 2008.
15. Stay With Me, 2008. — #1 Rumunjska, #9 Bugarska, #3 Jordan
16. Lover's Cry, 2008. — #33 Poljska, #1 Srbija, #3 Hrvatska, #2 Albanija, #5 Jordan
17. That's My Name, 2009. — #4 Rumunjska, #12 Bugarska, #1 Albanija, #1 Jordan
18. Happy People, 2009.
19. Love Stoned, 2010. - #41 Rumunjska
20. Spanish Lover, 2010.
21. My Passion, 2010. - #4 Rumunjska
22. Feelings On Fire, 2011. (s Ruxandom Bar)
23. I'm Sorry, 2012.

## Vanjske poveznice
- Službene stranice
- Glazbeni videospotovi